# Antapodosis
L'Antapodosis (traslitterazione latina del greco Ἀνταπόδοσης, "Restituzione") è l'opera più importante di Liutprando di Cremona, vescovo della città lombarda, rimasta incompleta.

## Genesi
Nel 956, Liutprando incontrò alla corte imperiale di Francoforte - dove anche altri intellettuali italiani erano emigrati o rifugiati - Recemundo, vescovo mozarabico di Elvira e inviato del califfo Abd Ar-Rahman, che lo convinse a redigere una storia d'Europa dall'888 al 950. Iniziata nel 958, rimase incompleta e, come ha efficacemente argomentato lo studioso Paolo Chiesa, non fu sottoposta a una revisione finale.
Il titolo significa "rendere la pariglia". Nel libro l'Autore esprime il suo risentimento verso il re d'Italia Berengario e sua moglie Guilla. Liutprando, infatti, per anni aveva servito Berengario come ambasciatore. Ma poi Berengario non l'aveva più voluto a corte costringendolo così a cercarsi un altro signore.

## Tema
L'opera si compone di sei libri.

I primi tre narrano vicende di cui non fu testimone ma che gli furono raccontate; gli altri tre contengono vicende di cui fu diretto protagonista.

Nella prima parte sono citati i Papi Formoso (891-896), Sergio III (904-911) e Giovanni XI (931-935).

## Edizioni
- (LA) Antapodosis, in Die Werke, dritte Auflage herausgegeben von Joseph Becker, Hannover und Leipzig, Hahnsche Buchhandlung, 1915,  pp. 1-158 («Monumenta Germaniae Historica. Scriptores rerum Germanicarum in usum scholarum separatim editi»).
- Tutte le opere (La restituzione; Le gesta di Ottone I; La relazione di un'ambasceria a Costantinopoli), a cura di Alessandro Cutolo, Milano, Valentino Bompiani, 1945.
- Italia e Bisanzio alle soglie dell'Anno Mille, a cura di Pierangelo Ariatta e Massimo Oldoni, Novara, Europìa, 1987.
- Liudprandus Cremonensis Antapodosis. Homelia Paschalis. Historia Ottonis. Relatio de Legatione, a cura di Paolo Chiesa, Corpus Christianorum. Continuatio Mediaevalis, Turnhout, Brepols, 1998.
- (LA, IT) Antapodosis, a cura di Paolo Chiesa, con una introduzione di Girolamo Arnaldi, Milano, Mondadori, [per] Fondazione Lorenzo Valla, 2015, ISBN 978-88-04-52190-7.